# Øystein Rottem
Øystein Rottem, född 4 februari 1946 i Snillfjord, död 5 december 2004 i Köpenhamn, var en norsk litteraturkritiker, läroboksförfattare och litteraturvetare.
Rottem var anställd vid Tromsø universitet 1977–1984 och vid Köpenhamns universitet 1985–1991. Han intresserade sig främst för Knut Hamsun, kulturradikalismen och norsk efterkrigstid. Förutom läroböcker för grund- och gymnasieskolan skrev han bland annat de tre sista banden i Norges litteraturhistorie som behandlar perioden 1945–1995 (1995–1998).

## Verk i urval
- Knut Hamsuns Landstrykere (1978)
- Søkelys på Knut Hamsuns 90-årsdiktning (red., 1979)
- 70-åra. Et tiår i norsk prosa (red., 1982)
- Fantasiens tiår (1990)
- Sigurd Hoel. Et nærbilde (1991)
- Lystlesninger (1996)
- Knut Hamsuns liv i bilder (1996)